# Première maison de Laval
La première maison de Laval commence à Guy Ier, fils de Valla, au IXe siècle, et finit à Guy VI de Laval, dit Guyonnet, mort en 1211, ayant pour unique héritière Emma (Edme ou Emme), sa sœur, qui épousa en juillet 1218 Mathieu II de Montmorency en secondes noces, à condition que le premier enfant qu’ils auraient prendrait le nom et les armes de Laval. 
Mathieu II de Montmorency, que le roi Philippe Auguste fit connétable de France, ne voulait point quitter les armes de sa maison, il les brisa seulement de cinq coquilles d’argent sur la croix.
```
Famille de Laval
[
1
]
 
│
├─>
Guy 
I
er
 de Laval

│  X  Berthe de Tosny
│  │
│  ├─> 
Hamon de Laval

│  │  X Hersende
│  │  │
│  │  ├─> 
Guy 
II
 Le Chauve de Laval
 
│  │  │  X1 ? | X2 Denise de Mortain | X3 Cécile 
│  │  │  │
│  │  │  ├─> Agnès de Laval 
│  │  │  │  X 
Hugues de Craon

│  │  │  │
│  │  │  ├─> 
Guy 
III
 de Laval
 
│  │  │  │  X 
Emma
, probable fille illégitime du roi 
Henri 
I
er
 d'Angleterre

│  │  │  │  │  │
│  │  │  │  │  ├─> 
Guy 
IV
 de Laval
 
│  │  │  │  │  │  X  Emma de Dunstanville, fille de 
Réginald de Dunstanville
, comte de Cornouailles
│  │  │  │  │  │  │
│  │  │  │  │  │  ├─> 
Guy 
V
 de Laval
 
│  │  │  │  │  │  │   X 
Avoise de Craon
, fille de 
Maurice 
II
 de Craon
 
│  │  │  │  │  │  │   │ 
│  │  │  │  │  │  │   ├─> 
Guy 
VI
 de Laval, dit 
Guyonnet
  
│  │  │  │  │  │  │   │ 
│  │  │  │  │  │  │   ├─> 
Emma de Laval
 
│  │  │  │  │  │  │   │   X 1 
Robert 
I
er
 d'Alençon
 
│  │  │  │  │  │  │   │   X 2 
Mathieu 
II
 de Montmorency 
le Grand

│  │  │  │  │  │  │   │   X 3 Jean de Choisy et de Tocy, seigneur de Proisie 
│  │  │  │  │  │  │   │ 
│  │  │  │  │  │  │   ├─>  Isabeau de Laval
│  │  │  │  │  │  │   │   X 
Bouchard 
VI
 de Montmorency
```